# American National Biography
American National Biography  (ANB) es una colección de 24 tomos y dos suplementos que contienen aproximadamente 17.400 entradas y 20 millones de palabras. Fue publicado por Oxford University Press en 1999 como sucesor del Dictionary of American Biography  publicado entre 1926 y 1937. Sus principales editores son el historiador y biógrafo John A. Garraty y Mark C. Carnes. 
El mismo año de su publicación, en 1999, el American National Biography recibió la prestigiosa condecoración Dartmouth Medal por parte de la American Library Association (ALA), una de las más grandes y antiguas asociaciones de libros del mundo por considerarla una obra de referencia de calidad y significado excepcional.